# Севадыбашевский сельсовет
Севадыбашевский сельсове́т — упразднённая в 2008 году административно-территориальная единица и сельское поселение (тип муниципального образования) в составе Буздякского района. Почтовый индекс — 452728. Код ОКАТО — 80217834000. Объединён с сельским поселением Тюрюшевский сельсовет.

## Состав сельсовета
село Севадыбашево — административный центр, деревни Бакча, Биек, Нижняя Чатра.

## История
Закон Республики Башкортостан от 19.11.2008 N 49-з «Об изменениях в административно-территориальном устройстве Республики Башкортостан в связи с объединением отдельных сельсоветов и передачей населённых пунктов», ст.1 п. 14) а) гласил:

 "Внести следующие изменения в административно-территориальное устройство Республики Башкортостан:
 по Буздякскому району:
 
объединить Тюрюшевский и Севадыбашевский сельсоветы с сохранением наименования «Тюрюшевский» с административным центром в селе Тюрюшево.
Включить село Севадыбашево, деревни Бакча, Биек, Нижняя Чатра
Севадыбашевского сельсовета в состав Тюрюшевского сельсовета.

Утвердить границы Тюрюшевского сельсовета согласно представленной схематической карте.

Исключить из учётных данных Севадыбашевский сельсовет
На 2008 год граничил с Благоварским районом, с муниципальными образованиями: Кузеевский сельсовет, Тюрюшевский сельсовет («Закон Республики Башкортостан от 17.12.2004 N 126-з (ред. от 19.11.2008) „О границах, статусе и административных центрах муниципальных образований в Республике Башкортостан“»).